# Bob Jansch
Robert Norman Gordon „Bob” Jansch (Chemainus, Brit Columbia, 1960. február 26. –) kanadai jégkorongozó.

## Pályafutása
Komolyabb junior karrierjét a WCHL-es (később WHL) Victoria Cougarsban kezdte 1976–1977-ben. Itt 1980-ig játszott. Legjobb idényében 72 mérkőzésen 93 pontot szerzett. Az 1980-as NHL-drafton a Colorado Rockies a tizedik kör 190. helyén választotta ki. A National Hockey League-ben sosem játszott. 1980–1981-ben játszott az CHL-es Fort Worth Texansban de 15 mérkőzésen nem szerzett pontot majd az IHL-es Muskegon Mohawksba került. A következő idényben már 68 mérkőzésen lépett jégre a Fort Worth Texansban 40 pontot szerzett. 1982–1983-ban a Muskegon Mohawksból vonult vissza.